# 紮克軟梳䲁
紮克軟梳䲁（學名：Malacoctenus zacae），為輻鰭魚綱䲁形目脂䲁科軟梳䲁屬的一個種，分布於中東太平洋墨西哥下加利福尼亞州南部至阿卡普爾科海域，深度1至10公尺，本魚頭部細長，吻尖，頸背觸鬚一對緊密排列，分枝繁多，眼上方有一根分枝狀的觸鬚，頦後、鰓蓋骨基部之間有4-8個孔，上頜後端上部被眼下骨質覆蓋，口頂兩側無齒，背鰭棘與鰭條之間有缺口，側線鱗50-55枚，體淡橄欖色，背部有約5個淡黑色鞍狀紋，通常從眼睛到尾鰭基部有一條深綠色到褐色的條紋，在條紋與深色橫條交叉的地方有深色斑點，下側有6條綠褐色線條，腹鰭和胸鰭通常淡黃色，背鰭有時有深色斑點，體長可達6.5公分，棲息在岩礁區，生活習性不明。